# 石川恭子 (ソフトボール)
石川 恭子（いしかわ きょうこ、1996年5月28日 - ）は、東京都葛飾区出身の女子ソフトボール選手（内野手）。トヨタレッドテリアーズ所属。ソフトボール日本代表。

## 経歴
2人の姉の影響で6歳の時にソフトボールを始める。藤村女子高等学校では、3年生の時（2014年）にキャプテンとしてインターハイ出場を果たした。高校卒業後は「東京と違う環境で」との思いから、兵庫県の園田学園女子大学に進学。不動の1番打者として、関西学生ソフトボールリーグで首位打者を獲得するなどの活躍を見せた。
2019年に日本リーグ1部のトヨタ自動車レッドテリアーズに入団。2試合目から1番打者としてレギュラーに定着すると、シーズン前半を打率トップ（.464）で折り返した。そのままシーズン終了まで好調を維持して、出場21試合で打率.436・打点8・盗塁5の好成績を残し、首位打者賞、ベストナイン賞（外野手）、新人賞（野手）のタイトルを獲得した。また、出塁率もリーグトップの.568であった。
JDリーグが開幕して2シーズン目となった2023年は、全29試合に出場して打率.409・本塁打2・打点9・盗塁8・出塁率.523などの成績を残し、トヨタレッドテリアーズの5年ぶり（JDリーグ移行後は初）となるリーグ優勝に大きく貢献した。個人としても、入団5年目で初のリーグ優勝を経験するとともに、自身2度目となる首位打者賞およびベストナイン（遊撃手）を受賞した。
日本代表では、2014年にU-19代表に選出され、翌2015年にはアメリカ合衆国オクラホマシティで開催された世界ジュニア選手権に出場した（準優勝）。また、学生時代からTOP代表にも選出されており、園田学園女子大学4年の時（2018年）にはアジア競技大会の代表メンバーに選出された。以降、ワールドゲームズやワールドカップなどの主要世界大会に参戦している。
2024年3月、内藤実穂から引き継いで日本代表のキャプテンに就任した。同年7月にイタリアで開催されたワールドカップ・ファイナルズでは全5試合に2番ショートとして出場し、首位打者（.625）のほか、最高出塁率（.647）、最多安打（10本）、最多盗塁（4個）、OPS1位（1.460）などの成績を残した。さらにアメリカとの決勝戦では、4回表にトヨタレッドテリアーズのチームメイトでもあるメーガン・ファライモから2点タイムリーヒットを放ち、日本のワールドカップ10年ぶりの優勝を決定づけた。また、同大会のベストナイン（遊撃手）にも選出された。

## 選手としての特徴
本職は内野手（主に遊撃手）であるが、チーム事情によっては外野を守ることもできる。トヨタレッドテリアーズや日本代表でも外野の守備経験がある。2015年の世界ジュニア選手権では、日立のルーキーだった那須千春がショートを守ったため、石川はサードに回った。
打撃では選球眼と出塁率の高さが持ち味で、走塁にも自信がある。1番打者を任されることが多いので、簡単にアウトにならないように、またアウトになっても強い打球を放って相手に嫌な印象を与えることを意識している。将来的には長打も打てるバッターを目指している。

## 人物・エピソード
学生時代からショートを守ってきたが、入団したトヨタ自動車レッドテリアーズには日本代表ショートで守備の名手の渥美万奈がいたため「試合に出るなら外野手か打者専任で」と言われていた。そのため大学引退後に外野の練習を始めた。トヨタ自動車入団後は、外野に加え、渥美の打球の追い方や送球を参考にしながらショートやサードの守備練習にも参加していた。
小学校6年生の時に北京オリンピックで日本代表が金メダルを獲得したのを見て「自分も同じ舞台に立ちたい」と思うようになった。そのためソフトボールがオリンピック競技から外れると知った時は泣いたと語っている。

## 詳細情報

### 日本リーグ個人表彰
- 2019年 - 首位打者賞（.436）、ベストナイン賞（外野手）、新人賞（野手）

### JDリーグ個人表彰
- 2023年 - [西]首位打者賞（.409）、[西]ベストナイン（遊撃手）

### 背番号
- 1（2019 - ）